# 貴ノ浪貞博
貴ノ浪 貞博（たかのなみ さだひろ、1971年10月27日 - 2015年6月20日）は、青森県三沢市出身で藤島部屋、二子山部屋、貴乃花部屋に所属した大相撲力士。本名は浪岡 貞博（なみおか ただひろ）。最高位は東大関。

## 略歴

### 貴ノ花と浪岡で「貴ノ浪」
1971年10月27日に青森県三沢市で生まれる。年の離れた兄と姉を持つ3人兄弟の末っ子であったため幼少期は甘えん坊で泣き虫であった。相撲好きの祖母の影響で小学2年生から相撲を始めた。三沢市立第二中学校時代には身長195cm、体重120kg以上の巨漢に育ったが、稽古熱心ではなかった。当時の指導者たちからは「脇を締めて腰を低くして当たれ」と教わっていたが、自分より大きな対戦相手がいなかったため、どうしても引っ張り込んで抱える取り口に終始することになり、これが大相撲入門後の取り口の原点となった。中学時代は勉学も優秀で特に理数系に強く、生徒会では副会長も務め、人をまとめるのも得意だった。
中学卒業後は三本木農業高等学校から東京農業大学のコースを希望していたが、角界入りを望んだ周囲の期待とプロ入りせず大学に進みたい自分の希望の間でプレッシャーに押しつぶされ、それまで良好だった学業成績と真面目だった日常生活が中学時代後半から悪化した。そうして親に迷惑を掛けた負い目と早く自立をしたいという考えから、中学時代から勧誘してくれた藤島の縁で、両親が貴ノ花を贔屓にしていたこともあって高校進学という当初の希望を翻し入門を決意、1987年（昭和62年）3月場所で初土俵を踏んだ。四股名は本名の「浪岡」だった。
入門前は生来の優しい性格からすぐ逃げ帰るだろうと危惧されたが、角界一厳しいと言われた藤島部屋の稽古で揉まれ、1991年（平成3年）3月場所、新十両に昇進する。中卒入門の力士で、4年で十両昇進は早い出世だが、大器と期待する藤島から「1年遅い」と叱責された。藤島の現役名「貴ノ花」と本名を組み合わせた「貴ノ浪」と命名された。藤島の命名とされていたが、藤島の夫人だった藤田紀子によれば貴ノ浪が急逝した際に「部屋の弟子の四股名は女将だった自分が命名していたが、貴ノ浪だけは師匠（藤島）が自ら命名した」と語っている。また、四股名の下の読みは「さだひろ」だが、本名は「ただひろ」と読む。
1991年（平成3年）9月場所では大善尊太と12勝3敗同士で十両優勝を争い、敗れたものの、同年11月場所はその大善と「高田川部屋三人衆」の一人・鬼雷砲良蔵、そして終生のライバルになる武蔵丸光洋と同期で新入幕を果たす。この場所は初日から7連勝を記録し、中日で勝ち越す前から新入幕力士による幕内最高優勝を期待された。しかしその中日に水戸泉政人に敗れて連勝が止まり、9日目には優勝争いの筆頭だった琴錦功宗を倒して勝ち越すものの、残り6日間は全て敗れて8勝7敗で終わった。それでも新入幕力士が初日から7連勝を記録したことは周囲に強烈な印象を残し、「未完の大器」とされて注目を浴びる。
注目を浴びた貴ノ浪だったがその後は前頭中位に留まって低迷した。1993年（平成5年）3月場所を前頭筆頭で迎えると9勝6敗と勝ち越し、同年5月場所で小結に昇進した。この場所で10勝5敗の好成績を挙げて自身初の三賞・敢闘賞を受賞すると、同年7月場所では関脇に昇進して9勝6敗、9月場所も10勝5敗を挙げる活躍を見せ、将来的に大関昇進も見える成績を残す。11月場所では12勝3敗の好成績を挙げて大関昇進にさらに近付いたが、「土俵際に下がりながら勝つ相撲（引いて叩き込む）が多すぎて内容が悪過ぎる」という理由で三賞獲得はならなかった。

### 大関昇進～同部屋同士の優勝決定戦
1994年（平成6年）1月場所は、前年まで3場所連続で勝ち越して、前場所は12勝を挙げる活躍を見せたことから自身初の大関取りの場所となった。しかし二子山部屋には貴乃花光司・若乃花勝の2大関がいたため、貴ノ浪には同じく大関取りの場所としていた武蔵丸光洋よりも好成績を残すことが求められた。7日目に横綱・曙太郎との対戦を迎えると、これまで対横綱戦未勝利だった貴ノ浪は、本人曰く「強烈な突っ張りの威力を逸らすため」にあえて斜めに仕切る奇策に出る。これが効いたのか河津掛けでようやく対横綱戦初勝利を挙げ、勢いそのままにこの場所を13勝2敗で終えると二度目の敢闘賞を受賞すると共に、武蔵丸と同時に大関昇進を果たした。大関の同時昇進は1977年（昭和52年）1月場所後の若三杉壽人（新大関）・魁傑將晃（再昇進）以来17年ぶり、新大関2名の同時昇進は1972年（昭和47年）9月場所後の貴ノ花利彰・輪島大士以来22年ぶりだった。昇進伝達式での口上は若貴兄弟と同様に四字熟語の「勇往邁進」を用いていた。新大関として迎えた3月場所は12勝3敗で、曙と貴闘力忠茂が並んだことで優勝決定戦に進出した。貴闘力とは同部屋のために本割での対戦が無かったが、優勝決定巴戦では貴闘力に勝利したものの曙には敗れ、続けて貴闘力も曙に敗れたことで、幕内最高優勝は曙にさらわれてしまった。
大関・貴ノ浪はそれ以降も安定した成績を残す。特に1996年（平成8年）1月場所では14勝1敗の好成績を残し、横綱・貴乃花光司との同部屋同士による優勝決定戦では曙戦で繰り出した河津掛けで制して、悲願の幕内最高優勝を果たした。1997年（平成9年）11月場所でも14勝1敗でまたも貴乃花と同部屋同士による優勝決定戦を上手投げで下し、11場所ぶり二度目の幕内最高優勝を果たした。続く場所が綱取りとなったが11勝、10勝に留まり、大関での2場所連続優勝を達成することが出来ず、惜しくも綱には届かなかった。綱取りが叶わなかった大関・貴ノ浪だったが、その一方で1995年（平成7年）5月場所と1997年（平成9年）1月場所、1999年（平成11年）1月場所を全て6勝9敗と皆勤負け越しを記録したり、勝ち越しても8～9勝止まりと大関らしからぬ成績を残し、低迷した時期もあった。特に剣晃敏志を苦手（通算9勝9敗）としており、剣晃に敗れたことで優勝を逃す場面も見られた。それでも角番を脱出した場所では大半が終盤戦まで優勝争いに加わる活躍を見せており、1999年（平成11年）3月場所は角番で迎えたが12勝3敗の好成績を残して角番を脱出しただけでなく、11日目には通算5場所目というスピード出世で新入幕を果たした雅山哲士に勝利して雅山の二桁勝利を阻む（本人曰く「丁髷の結えないヤツには負けられない（当時、雅山はスピード出世で髷が追い付かず、髷の無い姿で入幕していた）」など、大関としての貫禄を示す場面も見られた。

### 現役晩年～現役引退
1999年（平成11年）9月場所の途中に足を痛め、新入幕から引退までの期間で唯一の休場を経験する。これによって同年11月場所が角番となり、この場所で優勝争いをしていた大関・出島を12日目に破るなど意地を見せたが、そこから3連敗で6勝9敗で終えた事でついに35場所務めていた大関から陥落することが決まった。それでも2000年（平成12年）1月場所では10勝挙げ、特例での大関復帰が認められた。これは1969年（昭和44年）7月場所以降に制定された「大関特例復帰制度」から、1976年（昭和51年）7月場所の三重ノ海剛司以来24年ぶり二度目の出来事だった。しかし大関に復帰した同年3月場所は千秋楽で敗れたことで7勝8敗となり、角番で迎えた同年5月場所も6勝9敗と負け越したことで再び関脇に陥落となった。7月場所も1横綱3大関に勝ったにも関わらず中盤5連敗が響き7勝8敗と負け越したことで二度目の大関特例復帰はならなかった。大関在位37場所は二子山を始め、北天佑勝彦・小錦八十吉に続く歴代4位だった。大関として挙げた通算353勝は、当時歴代3位であるとともに、後に横綱へ昇進した武蔵丸光洋の大関時代と奇しくも同数だった。
2000年（平成12年）9月場所は7年ぶりの小結で迎えて9勝を挙げ、翌場所で関脇に復帰するが、同年11月場所は初日からの8連敗で中日負越しが決まり、21世紀最初の場所となった2001年（平成13年）1月場所は1993年（平成5年）3月場所以来約8年ぶりとなる平幕に陥落となった。しかし2001年7月場所は優勝した大関・魁皇に勝ったり、2001年11月場所は10日目まで9勝1敗と一時優勝争いに加わったり、2002年7月場所は初日から7連勝し大関取りで9連勝していた朝青龍に勝ったり、2002年9月場所と11月場所～2003年7月場所では横綱・武蔵丸に対戦機会3連勝するなど、21世紀に入ってからも前頭上位で好成績を残しては小結に復帰するが、三役で勝ち越せずに平幕へ陥落するなど、往年の大関時代の力強さは徐々に失われていった。それでも常に前頭上位に定着し、貴ノ浪自身も「自分にしか取ることの出来ない（スケールの大きい）相撲で観客を沸かせたい」と“魅せる相撲”に徹し、土俵上でのその姿は大関時代にも勝る歓声を得た。そして2002年11月場所では史上最スロー初金星を獲得し、元大関の25年ぶり史上4人目の三賞受賞を獲得した。
しかし、2003年（平成15年）では年6場所で全て負け越しを喫してしまい、体力の衰えが顕著になり始める。2004年（平成16年）1月場所7日目、前場所で十両優勝を果たして勢いのある新鋭・黒海太と対戦すると肩越しの上手から豪快に振り回して投げ飛ばし、元大関の貫禄を存分に示した。この相撲で勢い付いた貴ノ浪は8勝7敗と一年ぶりに勝ち越したが、結果的にこれが現役最後の勝ち越しとなった。
同年3月場所は、好成績を残していない限り上位陣の対戦が基本的に組まれない前頭8枚目で初日から6連敗を喫したものの、5勝10敗で十両陥落を免れた。しかし体力の限界に加えて大関時代から悪かった心臓の不調で入院するや重篤となり、相撲そのものを続けることが出来なくなってしまう。同年5月場所はついに前頭13枚目まで陥落すると初日から2連敗を喫したことで、3日目に不戦敗として現役引退を表明、年寄・音羽山を襲名した。大関陥落後から合計25場所（直後に大関へ復帰した2000年1月場所の関脇1場所を含む）も相撲を取り続けたが、これは当時小錦八十吉を越える最長記録だった。現役最後となった2004年5月場所2日目では幕内通算出場回数が1118回となり、小錦八十吉を抜いて史上単独7位（当時）になったことについて、「ハッハハハ。まぁ、長く取っているだけのことですから。でも勝たなくては長く取れない。良いことじゃないですか」と笑い飛ばして引き返したが、翌日の引退会見では場所前から引退を決意しており、どこまで相撲が取れるか確かめるために出場したことを涙ながらに明かした。そして、前日までの表情の違いに驚く報道陣に対して「全然悲しくない。やれるだけのことはやりましたから。悲しくは無いんだけど、なぜか、涙が出るんです」と素直な気持ちを表した。
貴ノ浪の断髪式は2005年（平成17年）1月30日に両国国技館で行われ、引退相撲の歴史を見ても屈指の数と言える400人以上もの来訪者が鋏を入れた。会場には当時入退院を繰り返していた二子山も病院から駆けつけて髷に鋏を入れると、貴ノ浪は堪え切れずに涙を流し、来場者の感動を呼んだ。なお、二子山はその4ヶ月後の同年5月30日に口腔底癌で死去、この姿が公での最後の姿となった。最後の留め鋏を入れたのは一代年寄の貴乃花親方だった（貴ノ浪の引退直前に貴乃花が二子山部屋を継承、貴乃花部屋となっていたため）。

### 晩年 死去
貴ノ浪は引退と同時に年寄・音羽山を襲名し、貴乃花部屋付きの親方として後進の指導に当たった。また、協会の業務などで多忙な貴乃花に代わって部屋の稽古指導に当たることも多く、部屋の現場監督的存在であった。
2006年1月場所終了後に体調を崩し、心房細動・敗血症・肺炎を併発して緊急入院する。一時は心停止に陥るなど生命の危機を彷徨ったが、その後無事に回復して3月30日に退院、5月場所で復帰した。同年9月場所からはNHK大相撲中継の解説者も務め、人気を博した。その姿は「影の広報部長」と呼ばれることが多かったが、2012年2月に広報部記者クラブ担当へ異動となり、本物の広報部員となった。しかし、2014年5月場所を体調不良で初日から全休すると、当初は胃潰瘍と公表されていたが、実際は胃癌と診断されて手術を受けての休養であったことが後に判明している。
2015年1月29日の理事会にて審判部へ異動となったが、それから僅か5ヶ月後の同年6月20日、大阪市内のホテルで倒れ、午前10時55分、急性心不全のため急逝。43歳没。

## 人物

### 貴ノ浪の取り口
長身で長い手足からなる深い懐と強い足腰を活かして相手を引っ張り込むもので、他には真似出来ない取り口である。簡単に相手の二本差しを許し、自ら棒立ちの不利な姿勢を取るために悪癖と見られたが、実際はその形こそが貴ノ浪にとって十分の型だった。そのまま肘を張って両方の差し手を抱え込むと、貴ノ浪の長身に引っ張り上げられた相手は上体が伸び切り、寄りも投げも力が十分でなくなる。その姿から左右に振られて決め出されてはなす術が無く、そのまま土俵を割るほかない。その豪快な取り口は「UFOキャッチャー」と呼ばれた。しかし、基本を外れた極めて特異な取り口だったために、上位の番付を狙える相撲では無いと二子山から苦言を呈された。二子山は貴ノ浪の取り口を改善指導したことがあり、幕下時代は長いリーチを生かした突っ張りを教えたが、かえって黒星が増えてさらに負傷までしたため、肩の脱臼や大きな怪我に繋がりかねないとして強引に改善させることを止めたほどである。貴ノ浪曰く、この取り口は小学生時代から変わらないという。しかしその性質上、曙太郎・武蔵丸光洋といった突き押しを得意とする長身の力士が苦手だった。
取り口の特性上、足腰の怪我を誘発しやすいという欠点があり、そのために晩年は足首の負傷にも悩まされた。自身の取り口は足腰が弱いと成り立たないため、大関時代には相手を引っ張り込んだり投げ飛ばしたような場面でも足腰の衰えが目に見えるようになった現役末期の頃は、あっけなく後退して土俵を割る場面も見られた。大関陥落後は復帰を目指すよりもいわゆる「魅せる相撲」に徹し、“自分にしか出来ない相撲を取る”と述べているように全盛時代の特有の取り口を見せることに価値を置いた。相手に十分攻めさせておいて手玉に取るという意味では真の横綱相撲が取れる唯一の力士と言っても良かったが、二子山部屋には既に貴乃花光司・若乃花勝が横綱だった事情もあってか、「横綱・貴ノ浪」は幻に終わった。
自身の死去に際してあるベテラン記者は「（貴ノ浪の取り口は）力自慢の典型。一気に横綱にまで登り詰めてしまえば良かったが、上位の相撲はパワーだけでは勝ち続けることは出来ない」と振り返っており、本人も生前「（自分の相撲は）良い子がマネをしてはいけない相撲だよ」と話していた。一方師匠の二子山はある時「親方、貴ノ浪はあと5センチ身長が低かったら、もっと勝てたんじゃないでしょうか」と記者に質問されると「いや、あれでいいんです。相手を引っ張り込むのが貴ノ浪の相撲ですから。初めて浪岡に会ったとき、あれだけ体が大きいのにスッスッと軽い足取りで歩いていてね。ばねがあって驚いた。足腰の強さがあるから、あの形にすることで彼は力を発揮できるんですよ」と答えていた。
当初から師匠は大器と見込んでいたため、首の怪我で才能を潰さないよう変に立合いで頭から当たらせることはしなかった。

### 特徴的な決まり手
貴ノ浪の決まり手にはいくつか特徴的な決まり手が含まれており、とくに河津掛けは貴ノ浪の十八番とも言われた。大関昇進がかかっており対横綱戦未勝利の中で曙太郎に対して繰り出した一番、初の幕内最高優勝がかかった同部屋・貴乃花光司戦などの大一番でも決まった。また、横綱戦以外にも取組の中で自らが不利な状況に陥った際にも繰り出す大技で、河津掛けが決まった際の場内は割れんばかりの大歓声だった。
他に極め出し、極め倒し、小手投げ、外掛けなどが見られ、このほかに「『仏壇返し』を決めてみたい」と自らコメントしたこともあった。完璧な形ではなかったものの、1993年9月場所での寺尾常史戦では「呼び戻し」を決めている。

### 影の広報部長
マスコミの前では寡黙な力士が多かった二子山部屋の中でも明るく、物怖じしない性格だった。そのために安芸乃島勝巳が「オレとお前は友達じゃないんだぞ」と呆れ、痔の薬を女将の面前で購入しようとして叱られるなどのエピソードが伝わる。現役時代もバラエティ番組に出演し、「自分が三段目の頃、貴闘力関が幕下で一番上だったんですけど、自分が何でもこなす『スーパー付け人』だったので…」などと面白おかしく語り、当の貴闘力本人を含む出演者の笑いを誘っていた。
「日本相撲協会のスポークスマン・影の広報部長」と自称し、自身の取組について勝っても負けてもユーモアたっぷりに回答したり、力士の裏話を公表したりと、報道関係からの人気が高かった。

### ライバル・武蔵丸との関係
武蔵丸光洋とは幕内で通算58度対戦し、貴ノ浪の21勝37敗（他に十両と1996年11月場所の優勝決定戦でも戦い、共に貴ノ浪が敗れている）と負け越しているものの、互いに良きライバルと認めていた。この両者の対戦回数58回は、2016年（平成28年）3月場所に琴奨菊和弘 - 稀勢の里寛（59回目・対戦合計66回）に塗り替えられるまで、当時の大相撲史上1位の記録だった。その取り口とライバル関係が似ていたことから、かつての名力士だった栃赤城雅男と巨砲丈士にもなぞらえられていた。また、武蔵丸とは生年が同じ1971年（昭和46年）で、新入幕・新大関と二人は全く同時に昇進を果たしていた。対照的に、曙太郎とは非常に分が悪く、大関取りの場所で初勝利したもののそれ以降はほとんど歯が立たず、通算5勝34敗とかなり一方的なものとなった。
1999年（平成11年）3月場所は、場所終盤の11日目から3横綱（貴乃花、若乃花、曙）と大関・千代大海龍二が休場する異常事態（3横綱全員が休場するのは1950年1月場所以来49年ぶり）により、上位陣は貴ノ浪と武蔵丸の2大関だけとなった。しかし、両者はその後連勝を続け、14日目終了時点で12勝2敗の成績を挙げ、千秋楽結びの一番で大関同士の相星決戦となった。結果、貴ノ浪は武蔵丸に寄り切りで敗れ、惜しくも12勝3敗の優勝次点だった。
貴ノ浪が前頭筆頭まで番付を落とした2002年（平成14年）11月場所で、横綱へ昇進していた武蔵丸に平幕力士として勝利、大関昇進以前にも取っていなかった初の金星を獲得した（その翌日から武蔵丸は左手首の怪我が悪化したため休場となる）。また同場所で貴ノ浪は10勝5敗の好成績をおさめ、大関昇進直前の1994年1月場所以来、8年10ヶ月ぶり3回目の敢闘賞も受賞した。2003年7月場所では、前頭3枚目で再び武蔵丸に勝利して2つ目の金星を獲得したが、この場所が武蔵丸との現役最後の対戦となった。2度目の大関陥落後は「オレがいくら弱くなろうと、武蔵丸は永遠のライバル」と武蔵丸に対するライバル心のみで現役を続けている節もあった。
貴ノ浪が急死した翌日の2015年6月21日、都内で取材に応じた武蔵川親方（武蔵丸）は「気持ちの整理がつかない」と驚きを隠せなかった。2003年11月場所で引退した際、貴ノ浪が当時さほど自身と親しくないのにも関わらず、支度部屋で貴ノ浪が「寂しい…」と人目憚らずに泣いたと聞いた時、武蔵丸は「なんて心の広い人なんだと思った」と懐かしんでいる。それから3場所後の2004年5月場所まで現役を続けた貴ノ浪に対して「怪我しないように思いながら見ていた」という。貴ノ浪も引退後は戦友仲間として打ち解け合い、武蔵丸は「相撲の話はしないが、酒や食べ物の話で冗談ばかり言っていた。友達が一人、居なくなってしまった」と、早過ぎる別れを惜しんでいた。

## エピソード

### 相撲関連
- 尊敬する力士は琴富士孝也だったが、その理由は「ギャグとカラオケのレパートリーが多いから」とのこと。琴富士を「師匠」とまで呼んでいた。
- 貴ノ浪の強心臓ぶりは有名で、貴ノ浪が自身初の幕内最高優勝を果たした1996年1月場所9日目に行われた同じ二子山部屋の兄弟子・貴闘力忠茂 - 土佐ノ海敏生戦にて、通常は審判委員がつける物言いを貴ノ浪自らが審判委員より素早く手を挙げ、控え力士の立場から物言いを付けたことがある。控え力士には出番を待つだけでなく土俵上の相撲を監察する義務もあり、物言いをつける権利もあるが、土俵上での判定協議には参加出来ない。この際の軍配は土佐ノ海に上がったが、行司差し違いで貴闘力が勝利した。貴ノ浪の優勝パレードの旗手は、その物言いで勝利した貴闘力が務めていた。
- 身長は公称196cmだが、本人曰く実際は2mあったという。しかし「2mなんて怪物みたいで嫌だから」という理由で、身長測定の際に姿勢で誤魔化して196cmとしていた[22]。
- 取組中、土俵上に落ちたさがりを足で蹴飛ばしたことがある。
- 現行の年6場所制定着（1958年）以降の大関の中で2人しかいない所属部屋が合計3つを数える力士のうちの1人である（藤島→二子山→貴乃花）[23]。ただし2回の所属部屋変更はいずれも「看板替え」で、藤島部屋から二子山部屋への所属変更も逆さ合併の形をとった看板替えであった。そのため、部屋（施設）の移転は経験していない。
- 元関脇・若の里には5勝13敗と負け越しているが、元大関・雅山には13勝5敗と勝ち越している。若の里とは貴ノ浪の大関時代は2戦2勝だったが、大関陥落後は3勝13敗と大きく負け越している。雅山には貴ノ浪の大関時代は4勝2敗、雅山の大関時代も6勝1敗と勝ち越している。

### 相撲以外
- 相撲以外でもNFLに関する知識が深く、スポーツ番組のNFLコーナーにも出演したことがある。他に千葉ロッテマリーンズ（琴錦功宗も同様）、浦和レッドダイヤモンズのファンを公言していた。
- ダーツの腕前はかなりのもので、現役時代は場所中であってもダーツの練習を欠かすことはほとんど無かった。プレイステーションを始めとするテレビゲームにも造詣が深い。
- 長野オリンピックの開会式では入場行進の際に先頭となるギリシャの先導役を務め、プラカード係の雪ん子を肩車して手を振りながら笑顔で登場、開会式の場を一気に和ませた。
- 好物は納豆。ただし、心臓や胃などに持病があったことから、服用する薬の関係で食べられなかった時期もある。葬儀の際には棺に愛用していた眼鏡と共に納豆も入れられた[24]。
- 2002年2月に結婚式を挙げた。
- 酒豪で知られ、勝俣州和は「1軒目で10升（18リットル）飲んで、2軒目でヘネシーを7本（約5リットル）。23リットルを一夜にして飲んだ」「2日で日本酒を2斗飲んだ」と証言している。2日で日本酒を2斗飲んだ際は飲み終わった2日後に飲み過ぎで心停止して救急搬送され、3ヶ月の入院を余儀なくされたこともある[25]。また、その酒量が祟って心臓の悪化による引退を余儀なくされ、さらに40代での早世に繋がっている。
- 温厚な性格で知られていたが、酒癖の悪い光法には怒ることもあった[26]。

## 主な成績
- 通算成績：777勝559敗13休 勝率.582
- 現役在位：104場所
- 幕内成績：647勝473敗8休 勝率.578
- 幕内在位：76場所
- 大関成績：353勝194敗8休　勝率.645
- 大関在位：37場所（当時歴代4位・現在歴代7位）
- 通算（幕内）連続勝ち越し記録：15場所（1992年11月場所〜1995年3月場所）
- 幕内連続2桁勝利記録：4場所（1993年9月場所〜1994年3月場所・1994年7月場所〜1995年1月場所・1996年1月場所〜1996年7月場所）
- 幕内連続12勝以上勝利記録：3場所（1993年11月場所〜1994年3月場所・1994年7月場所〜1994年11月場所）
- 連勝記録：17（1997年9月場所7日目〜1997年11月場所7日目）
- 各段優勝
  - 幕内最高優勝：2回 (1996年1月場所、1997年11月場所)
- 三賞：3回
  - 敢闘賞：3回 (1993年5月場所、1994年1月場所、2002年11月場所)
- 金星：2個（武蔵丸2個）

### 場所別成績
| | 一月場所 初場所（東京） | 三月場所 春場所（大阪） | 五月場所 夏場所（東京） | 七月場所 名古屋場所（愛知） | 九月場所 秋場所（東京） | 十一月場所 九州場所（福岡） |
| --- | ----------------------- | ----------------------- | ----------------------- | --------------------------- | ----------------------- | --------------------------- |
| 1987年 （昭和62年） | x                       | （前相撲）              | 東序ノ口4枚目 6–1       | 西序二段87枚目 4–3          | 東序二段58枚目 4–3      | 西序二段29枚目 3–4          |
| 1988年 （昭和63年） | 西序二段41枚目 6–1      | 西三段目81枚目 4–3      | 西三段目61枚目 3–4      | 東三段目76枚目 5–2          | 西三段目41枚目 4–3      | 西三段目23枚目 4–3          |
| 1989年 （平成元年） | 西三段目10枚目 4–3      | 西幕下58枚目 4–3        | 西幕下43枚目 4–3        | 東幕下33枚目 4–3            | 東幕下24枚目 4–3        | 西幕下16枚目 1–1–5          |
| 1990年 （平成2年） | 東幕下40枚目 5–2        | 東幕下24枚目 5–2        | 西幕下11枚目 4–3        | 西幕下8枚目 2–5             | 西幕下22枚目 5–2        | 東幕下9枚目 4–3             |
| 1991年 （平成3年） | 東幕下4枚目 5–2         | 東十両13枚目 9–6        | 東十両7枚目 8–7         | 西十両4枚目 7–8             | 東十両6枚目 12–3        | 東前頭13枚目 8–7            |
| 1992年 （平成4年） | 東前頭11枚目 10–5       | 東前頭4枚目 5–10        | 東前頭10枚目 7–8        | 西前頭12枚目 9–6            | 西前頭5枚目 6–9         | 東前頭10枚目 9–6            |
| 1993年 （平成5年） | 東前頭7枚目 10–5        | 東前頭筆頭 9–6          | 東小結 10–5 敢          | 東張出関脇 9–6              | 西関脇 10–5             | 東関脇 12–3                 |
| 1994年 （平成6年） | 西関脇 13–2 敢          | 東張出大関 12–3         | 東大関 9–6              | 東大関2 12–3                | 東大関2 12–3            | 東大関2 12–3                |
| 1995年 （平成7年） | 東大関 11–4             | 東大関2 9–6             | 東大関2 6–9             | 東大関2 9–6                 | 東大関2 8–7             | 東大関2 9–6                 |
| 1996年 （平成8年） | 東大関2 14–1            | 東大関 11–4             | 西大関 12–3             | 西大関 12–3                 | 東大関 9–6              | 東大関2 11–4                |
| 1997年 （平成9年） | 東大関2 6–9             | 東大関2 11–4            | 西大関 10–5             | 東大関2 9–6                 | 西大関 12–3             | 西大関 14–1                 |
| 1998年 （平成10年） | 東大関 10–5             | 西大関 8–7              | 東大関2 11–4            | 東大関 9–6                  | 西大関 10–5             | 西大関 8–7                  |
| 1999年 （平成11年） | 西大関 6–9              | 西大関2 12–3            | 西大関 9–6              | 東大関 8–7                  | 東大関 3–4–8            | 東大関2 6–9                 |
| 2000年 （平成12年） | 西関脇2 10–5            | 東大関2 7–8             | 西大関2 6–9             | 西関脇2 7–8                 | 西小結 9–6              | 東関脇 6–9                  |
| 2001年 （平成13年） | 東前頭筆頭 6–9          | 東前頭3枚目 6–9         | 西前頭5枚目 8–7         | 西前頭筆頭 5–10             | 東前頭5枚目 5–10        | 東前頭10枚目 9–6            |
| 2002年 （平成14年） | 西前頭3枚目 8–7         | 西小結 6–9              | 東前頭2枚目 4–11        | 西前頭7枚目 9–6             | 西小結 7–8              | 東前頭筆頭 10–5 敢★         |
| 2003年 （平成15年） | 東小結 7–8              | 東前頭筆頭 7–8          | 西前頭2枚目 7–8         | 東前頭3枚目 6–9 ★           | 西前頭4枚目 7–8         | 東前頭5枚目 5–10            |
| 2004年 （平成16年） | 東前頭10枚目 8–7        | 西前頭8枚目 5–10        | 東前頭13枚目 引退 0–3–0 | x                           | x                       | x                           |
| 各欄の数字は、「勝ち-負け-休場」を示す。 優勝 引退 休場 十両 幕下 三賞：敢=敢闘賞、殊=殊勲賞、技=技能賞 その他：★=金星 番付階級：幕内 - 十両 - 幕下 - 三段目 - 序二段 - 序ノ口 幕内序列：横綱 - 大関 - 関脇 - 小結 - 前頭（「#数字」は各位内の序列） |                         |                         |                         |                             |                         |                             |

## 合い口
- 元横綱・曙には5勝34敗。他に優勝決定戦で1敗がある。曙の大関在位中は1敗、横綱昇進後は5勝29敗。最後の勝利は1997年9月場所で、決まり手は叩き込み。
- 元横綱・武蔵丸には21勝37敗。他に優勝決定戦で1敗がある。大関同士の対戦は14勝19敗、武蔵丸の横綱昇進後は5勝12敗。2002年11月場所と最後の対戦となった2003年7月場所で、金星を獲得した。
- 元横綱・朝青龍には2勝12敗。朝青龍の大関在位中は3敗、横綱昇進後は4敗。
- 元大関・小錦には10勝5敗(不戦勝1を含む)。小錦の大関在位中は4勝2敗。大関同士の対戦はなし。
- 元大関・霧島には4勝5敗。霧島の大関在位中は3戦全敗。大関同士の対戦はなし。
- 元大関・千代大海には7勝21敗(不戦勝1を含む)。大関同士の対戦は2勝2敗。
- 元大関・出島には9勝19敗。大関同士の対戦は1勝2敗。
- 元大関・武双山には24勝25敗。武双山の大関在位中は5勝11敗。大関同士の対戦はなし。
- 元大関・雅山には13勝5敗。雅山の大関在位中は6勝1敗。大関同士の対戦はなし。
- 元大関・魁皇には27勝24敗。他に優勝決定戦で1勝がある。魁皇の大関在位中は5勝7敗。大関同士の対戦はなし。
- 元大関・栃東には16勝14敗(不戦勝1を含む)。栃東の大関在位中は3勝4敗(不戦勝1を含む)。大関同士の対戦はなし。
- 元大関・琴光喜には6勝3敗。いずれも琴光喜の大関昇進前の対戦である。

## 幕内対戦成績
| 力士名 | 勝数  | 負数 | 力士名   | 勝数  | 負数 | 力士名   | 勝数  | 負数 | 力士名   | 勝数  | 負数  |
| ------ | ----- | ---- | -------- | ----- | ---- | -------- | ----- | ---- | -------- | ----- | ----- |
| 蒼樹山 | 8     | 4    | 曙       | 5     | 34*  | 朝青龍   | 2     | 12   | 朝赤龍   | 2     | 1     |
| 朝乃翔 | 5     | 1    | 朝乃若   | 10    | 3    | 旭豊     | 11    | 1    | 安美錦   | 6     | 3     |
| 岩木山 | 3     | 1    | 潮丸     | 0     | 2    | 皇司     | 2     | 0    | 大若松   | 1     | 0     |
| 小城錦 | 10    | 6    | 小城ノ花 | 4     | 2    | 魁皇     | 27*   | 24   | 海鵬     | 4     | 2     |
| 垣添   | 1     | 0    | 春日王   | 1     | 0    | 春日錦   | 0     | 2    | 春日富士 | 6     | 0     |
| 巌雄   | 5     | 0    | 北勝鬨   | 11    | 2    | 北桜     | 2     | 1    | 旭鷲山   | 13    | 10    |
| 旭天鵬 | 9     | 6    | 旭道山   | 8     | 5    | 鬼雷砲   | 3     | 3    | 霧島     | 4     | 5     |
| 起利錦 | 0     | 2    | 金開山   | 1     | 3    | 久島海   | 4(1)  | 2    | 剣晃     | 9     | 9     |
| 光法   | 0     | 2(1) | 五城楼   | 2     | 0    | 黒海     | 1     | 1    | 琴稲妻   | 10    | 4     |
| 琴ヶ梅 | 4     | 1    | 琴椿     | 2     | 2    | 琴錦     | 21(1) | 19   | 琴ノ若   | 29(1) | 22(1) |
| 琴富士 | 5     | 4    | 琴別府   | 10(1) | 0    | 琴光喜   | 6     | 3    | 琴龍     | 10    | 2     |
| 小錦   | 10(1) | 5    | 逆鉾     | 2     | 0    | 敷島     | 4     | 1    | 霜鳥     | 1     | 3     |
| 十文字 | 4     | 2    | 大至     | 5     | 1    | 大翔鳳   | 14    | 1    | 大翔山   | 2     | 4     |
| 大善   | 11    | 1    | 貴闘力   | 0*    | 0    | 貴乃花   | 0**   | 0    | 隆乃若   | 4     | 4     |
| 高見盛 | 3     | 3    | 隆三杉   | 0     | 2    | 豪風     | 0     | 1    | 大刀光   | 1     | 0     |
| 立洸   | 3     | 1    | 玉海力   | 1     | 0    | 玉春日   | 18    | 10   | 玉乃島   | 3     | 1     |
| 玉力道 | 1     | 0    | 千代大海 | 7(1)  | 21   | 千代天山 | 13    | 1    | 常の山   | 3     | 0     |
| 出島   | 9     | 19   | 寺尾     | 17    | 6    | 闘牙     | 3     | 10   | 時津海   | 6     | 3     |
| 時津洋 | 6     | 3    | 土佐ノ海 | 25    | 13   | 栃東     | 16(1) | 14   | 栃栄     | 4     | 1     |
| 栃乃洋 | 12    | 11   | 栃乃花   | 2     | 2    | 栃乃和歌 | 18    | 5    | 巴富士   | 2     | 3     |
| 智ノ花 | 5     | 2    | 浪ノ花   | 1     | 0    | 花ノ国   | 1     | 0    | 濱ノ嶋   | 9     | 2     |
| 追風海 | 6     | 3    | 肥後ノ海 | 13    | 3    | 武雄山   | 2     | 2    | 北勝力   | 0     | 3     |
| 舞の海 | 11    | 2    | 三杉里   | 1     | 0    | 水戸泉   | 7     | 6    | 湊富士   | 8     | 2     |
| 雅山   | 13    | 5    | 武蔵丸   | 21    | 37*  | 武双山   | 24    | 25   | 両国     | 2     | 2     |
| 若翔洋 | 2     | 1    | 若瀬川   | 1     | 0    | 若兎馬   | 1     | 1    | 若の里   | 5     | 13    |
| 若ノ城 | 1     | 0    | 和歌乃山 | 6     | 6    |          |       |      |          |       |       |

- 他に優勝決定戦（巴戦も含む）で、貴乃花（同部屋対決）に2勝。魁皇・貴闘力（同部屋）に各1勝、曙・武蔵丸に各1敗がある。